# Burthwaite
Burthwaite – przysiółek w Anglii, w Kumbrii. Leży 7 km na południe od miasta Carlisle i 414 km na północny zachód od Londynu.